# Конака, Тиаки
Тиаки Конака (яп. 小中 千昭 Конака Тиаки, род. 4 апреля 1961 года) — японский сценарист, в основном работающий над аниме. Его серьёзным работам свойственен мрачный, психологичный оттенок. Наиболее известная работа Тиаки Конаки — сценарий аниме-сериала «Эксперименты Лэйн».

## Работы
- Armitage III
- Astro Boy (2003)
- Birdy the Mighty
- Bubblegum Crisis: Tokyo 2040
- Catnapped!
- Devil Lady
- Digimon Tamers
- Futari Ecchi
- Gakkou ga Kowai! Inuki Kanako Zekkyou Collection
- Magic User’s Club
- Malice@Doll
- Narutaru
- Parasite Dolls
- Princess Tutu
- RahXephon
- Texhnolyze
- The Big O
- Ultraman Tiga
- «Принцесса вампиров Мию»
- «Хеллсинг»
- «Эксперименты Лэйн» (1998)